# Concord and Montreal Railroad

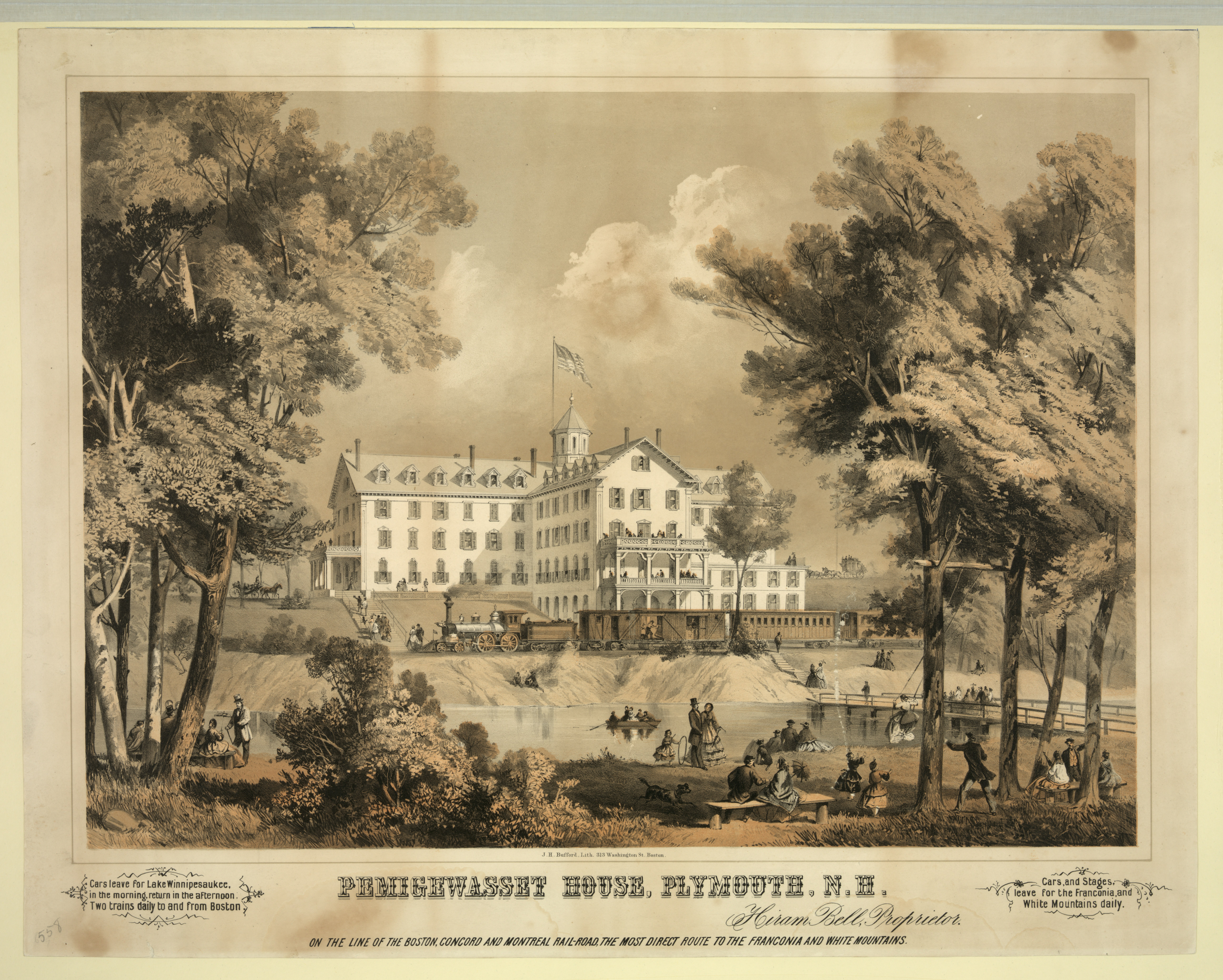
Boston, Concord and Montreal Railroad am Pemigewasset House in Plymouth (New Hampshire)

Die Concord and Montreal Railroad ist eine ehemalige Eisenbahngesellschaft in New Hampshire und Massachusetts (Vereinigte Staaten). Sie wurde am 19. September 1889 gegründet, als die Boston, Concord and Montreal Railroad (BCM) und die Concord Railroad (CR). Daneben gingen Leasingverträge mit folgenden Bahnen auf die neue Gesellschaft über:
- Tilton and Belmont Railroad (ehemals BCM)
- Whitefield and Jefferson Railroad (ehemals BCM)
- Pemigewasset Valley Railroad (ehemals BCM)
- Nashua, Acton and Boston Railroad (ehemals CR), einschließlich der Gleisanlagen der New York, New Haven and Hartford Railroad zwischen North Acton und Concord Junction in Massachusetts
- Manchester and North Weare Railroad (ehemals CR)
- Concord and Portsmouth Railroad (ehemals CR)
- Suncook Valley Railroad (ehemals CR)
- Suncook Valley Extension Railroad (ehemals CR)

1890 wurde die Lake Shore Railroad gegründet und direkt von der Concord&Montreal gepachtet. Sie baute eine 27,5 Kilometer lange Nebenstrecke von Lakeport nach Alton Bay, entlang des Südufers des Lake Winnipesaukee. In Alton Bay schloss die neue Strecke an die bereits 1851 eröffnete Strecke der Dover and Winnipiseogee Railroad an. Die Strecke diente hauptsächlich dem touristischen Verkehr. Der einzige Zwischenbahnhof, der über eine Güterabfertigungsstation verfügte, war West Alton.
1893 übernahm die Concord&Montreal die Profile and Franconia Notch Railroad. Sie betrieb Eisenbahnen in der Spurweite von 3 Fuß (914 mm) im Norden von New Hampshire. Am 21. Juni 1893 pachtete die Concord&Montreal die New Boston Railroad und am 1. April 1895 die Franklin and Tilton Railroad. Am gleichen Tag wurde die Concord&Montreal jedoch ihrerseits durch die Boston and Maine Railroad übernommen. Am 29. Juni 1895 übernahm die Boston&Maine auch die Betriebsführung auf den durch die Concord&Montreal gepachteten Bahnen. 1919 erfolgte mit der Umgründung der Boston&Maine die endgültige Übernahme und Eingliederung der Concord&Montreal. Die 1900 durch die Boston&Maine eröffnete Bahnstrecke Grasmere Junction–East Milford wurde formal an die C&M verpachtet.
Heute sind vom ehemaligen Netz der Concord&Montreal nur noch die Hauptstrecke Nashua–Concord–Lincoln sowie der Abschnitt Rockingham–Portsmouth der ehemaligen Concord&Portsmouth in Betrieb. Beide Bahnen werden heute durch die Pan Am Railways benutzt. Daneben betreibt die New Hampshire and Vermont Railroad den Streckenabschnitt Waumbec Junction–Littleton. Zwischen Meredith und Weirs Beach auf der im Güterverkehr noch in regulärem Betrieb stehenden Hauptstrecke betreibt die Winnipesaukee Scenic Railroad eine Museumsbahn. Das Mitbenutzungsrecht gilt darüber hinaus bis Laconia.